# Howard A. Hanson Dam
Der Howard A. Hanson Dam ist ein Erd-Staudamm am Green River im King County im US-Bundesstaat Washington, 34 km östlich von Auburn. Der Damm wurde 1961 fertiggestellt; seine primären Zwecke sind der Hochwasserschutz und die Wasserversorgung für Tacoma.
Nachdem der Stausee 2009 Rekordhöhen erreicht hatte, entdeckte das U.S. Army Corps of Engineers eine Sickerstelle am rechten Abschluss des Damms, was zu Anstrengungen zur Vermeidung eines potenziellen Hochwassers führte. Die Arbeiten zur Verbesserung der Ableitung wurden im Oktober 2011 abgeschlossen und obwohl noch immer Untersuchungen angestellt werden, wurde der Damm für sicher erklärt, das maximale Stauvolumen zu halten.

## Geschichte
Das Green River Valley wurde in den 1850er Jahren von Weißen besiedelt und zu einem bedeutenden landwirtschaftlichen Gebiet entwickelt, bis 1890 eine Blattlaus-Plage die großen Hopfen-Pflanzungen zerstörte. Seitdem besteht die Gegend hauptsächlich aus Milchvieh- und Beeren-Farmen, doch mussten die Bauern jährlich mit Hochwassern zurechtkommen. Diese Hochwasser führten auch zu Stauen durch transportierte Baumstämme, die den Green River und weitere Flüsse umleiteten. Gelegentlich beseitigten die Bauern solche Staue mit Dynamit, was aber zur Überflutung anderer Farmen führte. Um mit dieser Situation umzugehen, wurde 1926 der Associated Improvement Club of South King County gegründet. Die Gesellschaft baute mehrere Düker und korrigierte Flussläufe, stieß aber bald an ihre Grenzen und verlangte nach Hilfe.
Erst 1936 begannen die Gemeinden und Bürger mit zusätzlicher Unterstützung durch den US-Kongress, das U.S. Army Corps of Engineers (USACE) und den Seattle District nach einem geeigneten Ort für ein Hochwasserschutzprojekt am Green River zu suchen. Die Auswahl wurde durch den Zweiten Weltkrieg verzögert; schließlich wurde dem Kongress 1949 die Eagle Gorge als Standort für ein Staudamm- und Stausee-Projekt vorgeschlagen.
1955 wurden Gelder für das Projekt bewilligt; vom Kongress wurden 37 Mio., vom Staat Washington 1,5 Mio. und vom King County 500.000 US$ bereitgestellt. Der Bau am Damm, der die Verlegung von 21 Kilometern Strecke der Northern Pacific Railway beinhaltete, begann im Februar 1959. Im Dezember 1959 – noch während des Baus – trat das letzte zerstörerische Hochwasser am Green River auf; es beschädigte Wohngebäude und trug Mutterboden von den Farmen hinweg. Ungeachtet dessen wurde der Damm fünf Monate vorzeitig zu Weihnachten 1961 fertiggestellt. Die Fertigstellung beendet eine 70-jährige Ära von Hochwasserereignissen im Green River Valley und bis 1996 verhinderte der Damm geschätzte Hochwasserschäden in Höhe von 694 Mio. US$.
Der Damm wurde ursprünglich Eagle Gorge Dam genannt und 1958 durch den Kongress in Howard A. Hanson Dam umbenannt. Hanson leitete zivile und Regierungs-Gruppen zum Bau des Damms. Er war maßgeblich an der erfolgreichen Finanzierung des Damms beteiligt, starb aber 1957 noch vor Baubeginn.

## Merkmale

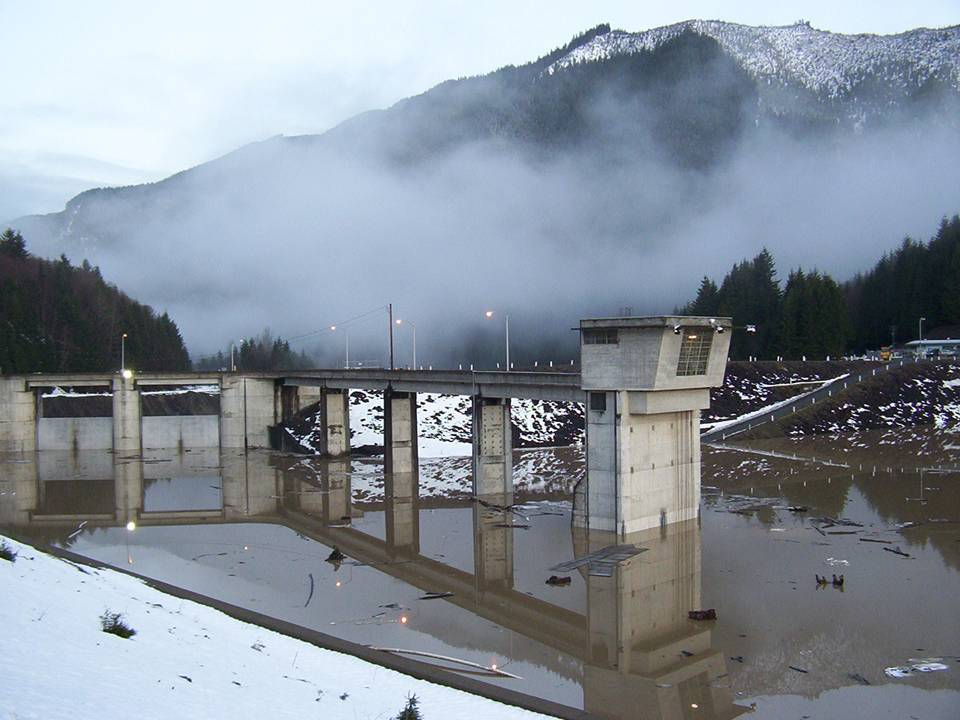
Howard A. Hanson Dam, Hochwasserentlastung und Einlass

Der Howard A. Hanson Dam ist ein Erd-Damm mit einer Länge von 205 Metern und einer Höhe von 70 Metern. Der Dammfuß ist  290 m breit und sperrt die Eagle Gorge, eine Klamm mit nahezu senkrechten Felswänden. Der vom Damm gestaute See sammelt das Wasser aus einem 570 km² großen Einzugsgebiet und ist selbst 11 km lang. Der Damm enthält an seiner linken Seite eine Hochwasserentlastung aus Beton, die eine Kapazität von bis zu 3.000 m³/ s hat. Die Hochwasserentlastung wird durch zwei 15 m × 6 m große Segmentwehre kontrolliert, während der Auslasstunnel an der Basis des Damms von zwei 3 m × 4 m große Segmentwehren kontrolliert wird.
Der Damm dient dem Hochwasserschutz während der Regenzeit, indem er das Wasser sammelt und danach kontrolliert durch den Auslasstunnel abfließen lässt. Dieser Prozess läuft so oft wie nötig ab; bei extremem Hochwasser wird die Entlastung genutzt. Das war jedoch bisher noch nie erforderlich. Ab März dient der Damm der Wasserspeicherung und während des Sommers werden bestimmte Mengen an Wasser abgelassen, um Fischwanderungen und Laichablagen sowie Angelsportler zu unterstützen. Während des Winters wird der Stausee nahezu ohne Füllung gehalten. Der Damm liegt innerhalb des Einzugsgebietes der Wasserversorgung von Tacoma. Ein öffentlicher Zugang besteht nicht, was von Zeit zu Zeit zu Kontroversen mit den Befürwortern einer Erholungsnutzung führt. Das aus dem Reservoir abgeleitete Wasser wird einem Wasserwerk für die zivile Nutzung 5 km flussab zugeführt.

## Hochwassergefahren

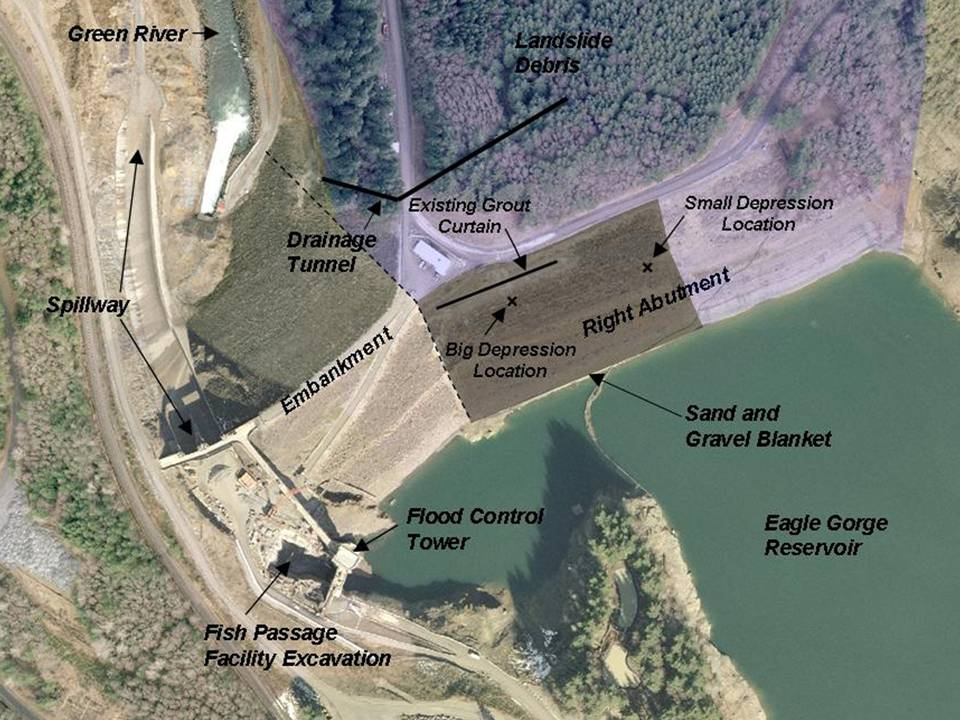
Howard A. Hanson Dam, vom USACE annotiertes Luftbild

Im Januar 2009 verursachten Regenfälle von 380 Millimetern binnen 24 Stunden einen Zufluss von 860 Kubikmetern je Sekunde und erhöhten den Seespiegel auf einen Rekordwert von 362 Metern über dem Meeresspiegel. Zum Vergleich: Der maximal erlaubte Staupegel liegt bei 368 Metern und der normale Sommer-Pegel bei 356 Metern über dem Meeresspiegel. Der Howard A. Hanson Dam kontrollierte und verhinderte ein Hochwasser mit einer geschätzten Schadenssumme vom 4 Mrd. US$.
Das USACE entdeckte jedoch bald darauf zwei Einsenkungen am rechten Abschluss des Dammes, erhöhte Spiegel in den Grundwasserpegeln und das Auftreten Sediment-beladenen Wassers an den Drainagen des Dammabschlusses. Das USACE glaubte nicht an ein unmittelbares Risiko eines Dammbruches, ermittelte jedoch eine erhöhte Gefahr für die flussab gelegenen Orte, bis das Problem beseitigt wäre. Das USACE begann, das Stauziel zu senken und zu begrenzen. Zusätzlich wurde bis November 2009 eine provisorische Sickerbarriere gebaut und gleichzeitig die Drainage am rechten Abschluss verbessert. Diese Aktionen sollten das Risiko eines Dammbruchs von einer 1:3- auf eine 1:25-Chance im Lauf des Jahres 2010 senken.
Das Stauziel des Sees wurde beschränkt, weil die Hochwassergefahr unterhalb des Dammes gestiegen war. Im Falle eines Jahrhunderthochwassers würden erhöhte Abflüsse zu einer Überflutung der flussab gelegenen Deiche führen. Sandsäcke wurden im gesamten Green River Valley verteilt, während das USACE fortfuhr, den Damm zu inspizieren, zu beobachten und zu reparieren. Nachdem die Verbesserungen an der Drainage des Dammes im Oktober 2011 beendet waren, wurde erklärt, der Damm sei in der Lage, sein maximales Stauziel zu halten. Im Sommer 2012 erreichte der Damm erstmals sein normales Sommer-Stauziel. Eine vollständige Untersuchung des Dammes sollte 2013 veröffentlicht worden sein.